# Michael Ostrzyga
Michael Ostrzyga (* 1975 in Castrop-Rauxel) ist ein deutscher Dirigent sowie Komponist und lebt in Köln.

## Werdegang
Michael Ostrzyga, geboren und aufgewachsen in Castrop-Rauxel im Ruhrgebiet, erhielt seine erste musikalische Ausbildung (Orgel, Klavier, Chor) vom Herner Kirchenmusiker Bruno Zaremba. Ein in Dortmund begonnenes Schulmusik-Studium, unter anderem bei Andreas Küper (Klavier) und Klaus Haffke (Gesang), setzte er nach einem Wechsel an die Hochschule für Musik Köln 1999 (Klavier bei Peter Degenhardt) dort fort. Außerdem studierte er Dirigieren bei Marcus Creed und Tonsatz bei Friedrich Jaecker, einschließlich Klavier (Instrumentalpädagogik) bei Peter Degenhardt an der Hochschule für Musik Köln. Michael Ostrzyga ist heute hauptsächlich als Dirigent und Komponist tätig. Als Leiter des Collegium musicum der Kölner Universität konzipiert und realisiert er zahlreiche musikalische Veranstaltungen und Programme, überwiegend in Köln und Umgebung. 2008 hat er die Konzertreihe Universitätskonzerte an der Kölner Universität ins Leben gerufen, 2009 war er gemeinsam mit Martin Herchenröder künstlerischer Leiter des George Crumb Festival NRW. Im März 2024 wurde er zum Gründungsvorsitzenden des Netzwerks Universitätsmusik in Deutschland gewählt.

### Dirigent
Michael Ostrzyga ist seit April 2008 Universitätsmusikdirektor der Universität zu Köln und seit 2007 künstlerischer Leiter des Oratorienchores Brühl. Dieser führt die großen Oratorien und chorsinfonischen Werke auf, unter Ostrzygas Leitung in den letzten Jahren z. B. Joseph Haydns Schöpfung, Felix Mendelssohn Bartholdys Paulus und Elias, J. S. Bachs Johannespassion und Johannes Brahms’ Ein deutsches Requiem.
Als Universitätsmusikdirektor leitet Ostrzyga das Collegium musicum, eine Einrichtung, die vor allem die musikalischen Ensembles der Universität betreibt. Er ist Dirigent von Chor, Kammerchor, Sinfonieorchester und Kammerorchester der Universität. In vielen Konzerten tritt er vor allem im Kölner Raum in Erscheinung sowie auch in Festivals wie AchtBrücken und dem Limburger Orchesterfestival und Konzertreihen wie die Kölner Chorstimmen, die Gereonsfestwochen und im Jahresprogramm der Trinitatiskirche Köln.
Konzertreisen als Dirigent führten ihn in andere deutsche Städte wie Münster, Hannover und Koblenz sowie ins Ausland, beispielsweise nach New York City, Boston, Wales, Bari und Prag.
Sein Repertoire umfasst eine Bandbreite von mittelalterlichen Gesängen über Renaissance- und Barock-Musik hin zur romantischen Sinfonik und Chormusik (Verdis Requiem, Mahlers Auferstehungssinfonie) und auch symphonischer Filmmusik. Neue Musik nimmt eine große Rolle ein. Ostrzyga dirigierte Uraufführungen beispielsweise von Friedrich Jaecker, Martin Herchenröder, Anno Schreier und Jan Masanetz.
Vor seiner Berufung zum Universitätsmusikdirektor leitete er von 2003 bis 2005 die Chorgemeinschaft St. Marien, Bonn, von 2001 bis 2008 war er Dirigent und Korrepetitor beim Collegium musicum der Universität Bonn.
Zusammengearbeitet hat er unter anderem mit der Neuen Philharmonie Westfalen und dem Neuen Rheinischen Kammerorchester. Eine regelmäßige Zusammenarbeit als Dirigent und Komponist verbindet ihn mit den Kölner Vokalsolisten und deren Leiter Fabian Hemmelmann. Mit Fabian Hemmelmann hat Ostrzyga 2013 die Konzertreihe GegenSätze ins Leben gerufen, in welcher die Kölner Vokalsolisten gemeinsam mit dem Kammerchor der Universität Vokalmusik mit Schwerpunkt Neuer Musik aufführen.
Zu den Sängern, mit denen Ostrzyga zusammen gearbeitet hat, zählen Natalie de Montmollin, Uta Grunewald, Elena Fink, Martina Schilling sowie Kay Stiefermann, Mirko Roschkowski, Phillip Langshaw, Vincent Schirrmacher, Martin Homrich und Thomas Bonni.

### Pianist/Organist/Kammermusiker
Bevor seine Tätigkeiten sich auf das Dirigieren und Komponieren konzentrierten, konzertierte er außerdem als Solist, Kammermusiker und Liedbegleiter sowie in Orchestern auf Tasteninstrumenten (beispielsweise spielte er Basso Continuo in den Bachschen Passionen oder große Orgel im Te Deum von Bruckner) im In- und Ausland. 2005 begründete er das Kammerensemble sforzato mit, das außergewöhnliche Programme im Grenzbereich zwischen neuester und traditioneller Musik aller Genres zur Aufführung brachte. Sforzato stellte unter anderem drei abendfüllende Programme vor: Nach dem Debüt mit einem Weihnachtsprogramm Have yourself a merry little Christmas folgte 2006 Enchanté Amadé mit Musik von und über Mozart zu dessen 250. Geburtstag und schließlich 2008 Solveigs Lieder mit Musik von Edvard Grieg. Die Programme zeichneten sich durch den Einbezug außermusikalische Elemente (wie Lesung und Schauspiel) und auch ungewöhnliche Besetzungen aus.

### Musikpädagoge
Von 2005 bis 2008 war Michael Ostrzyga Lehrbeauftragter für Tonsatz der Hochschule für Musik Köln, von 2006 bis 2008 künstlerischer Leiter der Musikschule Papageno in Köln-Rondorf, an der er auch als Dozent für Klavier und Tonsatz wirkte. 2007 war er auch Lehrbeauftragter für Chor an der Alanus Hochschule für Kunst und Gesellschaft in Alfter. Von 2008 bis 2010 lehrte er Chor- und Ensembleleitung an der Universität Siegen, seit 2008 Musiktheorie/Tonsatz am Musikwissenschaftlichen Institut der Universität zu Köln.

### Komponist
Als Komponist ist Ostrzyga in den letzten Jahren vor allem für Chormusik bekannt geworden mit Aufträgen unter anderem vom Schleswig-Holstein Musik Festival, vom Internationalen Neue Musik Festival Streams in Brauweiler sowie von international renommierten Ensembles wie dem via-nova-chor München, dem Kammerchor Consono, dem lettischen Chor „Kamēr...“ und dem YL Male Voice Choir.
Er gewann in seinen ersten Jahren Impulse durch seinen Tonsatz-Lehrer Friedrich Jaecker, sowie durch die Zusammenarbeit mit den Komponisten Martin Herchenröder und George Crumb (USA), den er auf einen Meisterkurs in Montepulciano kennen lernte.

Chorwerke sind bei Carus (Stuttgart), Ferrimontana (Frankfurt am Main) und Helbling (Rum/Innsbruck, Esslingen) erschienen. Eine Sammlung mit Klavierminiaturen für junge Pianisten ist unter dem Titel Der singende Wind – 22 kleine Klavierszenen bei Breitkopf & Härtel erschienen und wurde mit dem Preis „Best Edition 2011“ prämiert. Im Museum für Gegenwartskunst Siegen wurden im Rahmen des Westfälischen Musikfestes des WDR 2006 seine Red Cape Sketches und Cycles uraufgeführt, beim Schleswig-Holstein Musik Festival 2009 sein a cappella-Werk Harmonia. 

## Werk

### Kompositionen (Auswahl)
- Trio für Flöte, Violoncello und Klavier (2000)
- Sweet, stay awhile für Solo-Quartett, Oboe und Streicher – nach  einem Lautenlied von John Dowland (2001)
- Solanum für Flöte, Oboe, Violine, Viola und Klavier (2002, rev. 2003)
- Alles still in süßer Ruh für Jugendchor (2003)
- Berceuse für Klavier (2003)
- Drei Mörike-Lieder für Chor a cappella (2002/2004)
- Nächtliche Fahrt für Sopran und Klavier (2004)
- Johannes-Passion für Sprecher und Chor (2005)
- Nachtstück für zwei Klaviere (2005)
- Suite für präpariertes Klavier (1999, rev. 2005/2006)
- …ad vitam… für Sopran, Flöte, Violine, Klavier und CD-Zuspiel (2006)
- Feather für Chor SSAATTBB (2006)
- Finistère für Violine Solo (2006)
- Cycles für Flöte (auch Picc.), Englischhorn, Violoncello, Perkussion und CD-Zuspiel (2006)
- Red Cape Sketches für S/S/MS – Solo und Chor a cappella (2006)
- Charon für Sopran, Flöte, Klarinette, Violoncello, Klavier und Schlagwerk (2006)
- Iuppiter für Chor a cappella (2007)
- our little life is rounded with a sleep für Chor a cappella (2007)
- Verbum Dei für Chor und Publikum (2007, im Rahmen des 31. Deutschen Evangelischen Kirchentages in Köln uraufgeführt)
- wind resonances für Chor und Schlagwerk (2007, Uraufführung im Rahmen der 3. Kölner Musiknacht am 15. September 2007)
- on the beach at night, alone für Chor, Violine und Klavier (2007)
- Solveigs Sang (E. Grieg, aus Peer Gynt, op. 23) Fassung für Sopran, Flöte, Violanie und Klavier von Michael Ostrzyga (2007)
- Drøm (om morgenen) für Sopran, Flöte, Violine und Klavier – Edvard Grieg / Michael Ostrzyga (2007)(nach „Morgenstimmung“ aus op. 23 von E. Grieg)
- And round about were the wistful stars für Mezzosopran, Bariton und elektroakustisch verstärktes Klavier (2008)
- Stern für Chor und Barockensemble (2008)
- Im-Puls-ar Toccata für Klavier (2008/2009)
- Mond und Licht für Chor und Kammerorchester
- Harmonia für Chor a cappella (Auftragswerk des Schleswig-Holstein Musik Festival 2009)
- Chant für Chor a cappella, 2009 (Auftragswerk des LandesJugendChores Rheinland-Pfalz)
- Sieben letzte (und erste) Worte, 2009 (Auftragswerk der Kölner Vokalsolisten)
- Trinity – Tripelvariationen (Image) für Orgel, 2009/2010 (Auftragswerk des Ev. Kirchenberbandes Köln und Region)
- On Leaving für Vokalsolisten, Violine und Kontrabass
- e n d l i c h für Schlagwerk, 2010 (Auftragswerk von Thomas Hübner für den ARD Fernsehgottesdienst am Ostermontag 2010)
- Virgen de las Nieves für Chor a cappella, 2010 (Auftragswerk des Internationalen Neue Musik Festivals Streams)
- Mercurius für Chor a cappella, 2010 (Uraufführung durch die Auftraggeber – Kammerchor Consono, Dirigent Harald Jers – im Rahmen eines Sonderkonzertes des Dt. Chorwettbewerbs 2010 in Dortmund am 14. Mai 2010)
- Sieben letzte (und erste) Worte, 2011 – Fassung für Vokalquartett, Barockorchester und Tamtam (Auftragswerk der Kölner Vokalsolisten)
- Drift für Chor a cappella, 2011/2012 (Auftragswerk des Neuen Chores Berlin zu dessen 25. Jubiläum)
- Resounds für Vokalquartett, Chor und Barockorchester, 2012 (Auftragswerk des via-nova-chors München)
- Pied Beauty für Chor a cappella 2011/2012 (Auftragswerk des Chamber Choir of Asia)
- fern für Sopran Solo und Klavier 2012
- Kaladu für Chor a cappella 2013 (Auftragswerk von „Kamēr...“)
- Stabat mater für Chor a cappella 2014 (Auftragswerk des Wiener Kammerchores)
- Saturn für Chor a cappella 2013/2014 Auftragswerk des via-nova-chor München für die Eröffnung des Deutschen Chorwettbewerbs in Weimar
- Laudate eum omnes stellae luminis für Frauenchor und Saxophonquartett (Auftragswerk der Freiburger Dommusik, UA durch den Mädchenchor am Freiburger Münster und dem Raschèr Saxophone Quartet unter Leitung von Martina van Lengerich am 19. Oktober 2014 im Rahmen des Konzerts Musical Innovations im Freiburger Münster)
- Aerobatics für Saxophonquartett, 1. Satz (Auftragswerk der Freiburger Dommusik, UA durch das Raschèr Saxophone Quartet am 19. Oktober 2014 im Rahmen des Konzerts „Musical Innovations“ im Freiburger Münster)
- Deus in adjutorium, Dixit Dominus, Lauda Jerusalem für Chor a cappella, 2014 (Auftragswerke des Bayerischen Landesjugendchores, Uraufführung im Rahmen des Projektes Novae „Vesperi Beatae Mariae Virginis“, einer Marienvesper zusammengestellt nach dem Vorbild Monteverdis, am 16. November 2014 im großen Konzertsaal der Hochschule für Musik und Theater München mit dem Bayerischen Landesjugendchor unter der Leitung von Gerd Guglhör)
- Nine Echoes of Ancient Trees für Männerchor, ca. halbstündiger neunsätziger Zyklus (2014), Kompositionsauftrag von Ylioppilaskunnan Laulajat (YL Male Voice Choirs)
- Fraktal I – Elf Permutationen für Soli, Oberton-Soli und Chor, komponiert für den Kammerchor der Universität zu Köln und die Kölner Vokalsolisten, uraufgeführt am 21. Januar 2015 im Rahmen der Konzertreihe GegenSätze in der Kölner Trinitatiskirche. Dirigent war Walter L. Mik, mitgewirkt u. a. hat der Obertonspezialist Lothar Berger.
- Aerobatics für Saxophonquartett, Uraufführung der dreisätziges vollständigen Fassung (der 1. Satz wurde bereits am 19. Oktober 2014 uraufgeführt, s. o.) durch das Raschèr Saxophonquartett am 13. April 2016 in Köln
- Endymion für Frauenchor (2016)
- Mid Rain, and many a summer sun für Männerchor  (2016)
- Canticum Novum (...ab extremis terrae) für Oberton-Solistin und Chor, uraufgeführt am 2. Juli 2016 in Lübeck von Anna-Maria Hefele und dem Kammerchor I Vocalisti unter der Leitung von Hans-Joachim Lustig
- Psalm 116 für Mädchenchor (2016), Auftragswerk der Kölner Dommusik für den Mädchenchor am Kölner Dom
- Ave Generosa für Frauenchor (2017), Kompositionsauftrag von Vocalia Taldea unter der Leitung von Basilio Astulez
- Repercussiones (2017) für die zwei Orgeln der Emmanuelkirche Köln-Rondorf (Teschemacher-Orgel: ca. 454 Hz, Gerhardt-Orgel: ca. 438 Hz), Kompositionsauftrag des Presbyteriums der Evangelischen Kirchengemeinde Rondorf zur Verabschiedung von Pfarrer Thomas Hübner, Uraufführung am 7. Juli 2017 durch Johannes Geffert and Boleslav Martfeld
- In The Highest für Chor (2017), Kompositionsauftrag vom S:t Jacobs Vokalensemble anlässlich des 10. Jubiläums, Uraufführung in der St. Jacobs Kirche in Stockholm am 18. November 2017 unter Leitung von Mikael Wedar
- Puer Natus est (2016/2017) für Solisten, Chor und großes Orchester, Kompositionsauftrag des Monteverdi Chor Würzburg, Uraufführung in der Neubaukirche Würzburg am 9. Dezember 2017 unter Leitung von Matthias Beckert https://m.mainpost.de/ueberregional/kulturwelt/kultur/Ein-neuer-Blick-auf-die-Geschehnisse-im-Stall;art3809,9817353
- Wolfgang Amadeus Mozart: Requiem, vervollständigt von Michael Ostrzyga (2017/2018) im Stile Mozarts von 1791, Mozarts Intentionen ableitend aus Materialien von Franz Xaver Süßmayr, Maximilian Stadler und Joseph Eybler von 1791/1792, Kompositionsauftrag der Harvard University für den Harvard Summer Chorus und das Boston Modern Orchestra Project.[2]
- Excelsis (2018) für Chor und Orgel, sechssätziger Zyklus, Auftragswerk des Collegium Vocale Hannover zur Einweihung der englischen Orgel in der Nazarethkirche Hannover, Uraufführung am 3. Februar durch Christoph Bornheimer (Orgel) und Collegium Vocale Hannover unter Leitung von Florian Lohmann
- Neptunus (2018) für Chor a cappella, uraufgeführt von Junges Consortium Berlin unter Leitung von Vinzenz Weißenburger beim 16. Internationalen Kammerchorwettbewerb Marktoberdorf am 9. Juni 2019
- C.G.V. - Chorale à Grande Vitesse für Chor (2018), Kompositionsauftrag des Kammerchors des Collegium Musicum Berlin, Uraufführung in der Sophienkirche in Berlin am 27. Juni 2019 unter Leitung von Donka Miteva
- Pulchra es (2019), Auftragswerk von El León de Oro unter Leitung von Marco A. García de Paz für den Chorwettbewerb Florilège Vocal de Tours 2019, Frankreich. Sonderpreis für das beste Neue Werk im Wettbewerb.[3]